# Ndolou
Ndolou är ett departement i Gabon. Det ligger i provinsen Ngounié, i den västra delen av landet, 230 km söder om huvudstaden Libreville. Antalet invånare är 5 727.